# الترقيم الإنجليزي
الترقيم في اللغة الإنجليزية يهدف إلى مساعدة القارئ على فهم الجملة من خلال وسائل بصرية غير الحروف الأبجدية فقط.  الترقيم الإنجليزي له جانبان متكاملان: الترقيم الصوتي، المرتبط بكيفية قراءة الجملة بصوتٍ عالٍ، خاصة بالتوقف المؤقت؛  والترقيم النحوي، مرتبط ببنية الجملة.  في النقاشات الشائعة حول اللغة، غالبًا ما يُنظر إلى الترقيم غير الصحيح على أنه مؤشر على نقص التعليم ونقص المعايير. 

## الأنواع

### الأنماط البريطانية والأمريكية
غالبًا ما يُطلق على النمطين واسعي الإنتشار من طرق الترقيم في اللغة الإنجليزية اسم البريطانية (تُستخدم عادةً في المملكة المتحدة وأيرلندا ومعظم دول الكومنولث) والأمريكية (وهي شائعة أيضًا في كندا والأماكن ذات التأثير الأمريكي القوي على اللغة الإنجليزية المحلية، كما هو الحال في اللغة الفلبينية). يختلف هذان الأسلوبان بشكل أساسي في الطريقة التي يتعاملان بها مع علامات الاقتباس المجاورة لعلامات ترقيم، وإستخدام أو حذف النقطة الكاملة (النقطة) مع الاختصارات.

### الترقيم المفتوح والمغلق
تم إطلاق مصطلحات الترقيم المفتوح والمغلق على التقليل من علامات الترقيم مقابل تضمين علامات الترقيم بشكل شامل، بصرف النظر عن أي تأثيرات لهجية. يُستخدم الترقيم المغلق في الكتابة العلمية والأدبية والأعمال العامة والكتابة اليومية.  يهيمن الأسلوب المفتوح على الرسائل النصية وغيرها من وسائل التواصل القصيرة عبر الإنترنت، حيث يمكن إساءة تفسير الترقيم الرسمي أو "المغلق" على أنه إنعزال أو حتى عدائية. 